# Luscious Jackson
Luscious Jackson ist eine 1991 gegründete Alternative-Rock-Band. Sie wurde nach dem Basketballspieler Lucious Jackson der Philadelphia 76ers benannt.
Zwischen 1993 und 2000 hat sie eine EP, drei Alben und zehn Singles veröffentlicht. Der größte Hit war Naked Eye (1997, Platz 36 der Billboard Charts). Andere bekannte Stücke sind Here, CitySong (NY State of the World), Under Your Skin sowie Ladyfingers.
Im Jahr 2000 gab die Band ihre Trennung bekannt. Im Herbst 2006 wurde verkündet, dass die Gruppe sich wiedervereinigt habe und an neuem Material arbeite. Anfang 2007 wurde eine Greatest-Hits-Kompilation veröffentlicht.

## Geschichte
Cunniff und Glaser veröffentlichten 1991 das erste Demo von Luscious Jackson, nachdem sie ihren ersten Live-Auftritt als Opener für die Beastie Boys und Cypress Hill in New York gespielt hatten. Die Beastie Boys fragten Luscious Jackson, ob sie als erste Band auf ihrem Label Grand Royal veröffentlichen wollten. Schellenbach (ehemaliges Mitglied der Beastie Boys) ergänzte die Band am Schlagzeug, Trimble übernahm das Keyboard und den Begleitgesang.
Drei Titel der Demo-Aufnahmen und vier neue Stücke wurden 1992 auf der EP In Search of Manny veröffentlicht. Let Yourself Get Down und Daughters of the Kaos wurden als Promo-Singles herausgegeben. Zusätzlich wurde ein Video zum auf der EP enthaltenen Titel Life of Leisure gedreht. Später im Jahr folgte der erste Headliner-Auftritt im Wetlands Club.
Nachdem im Vorfeld des folgenden Albums zwei neue Stücke von der Daughters-of-the-Kaos-EP herausgegeben worden waren, veröffentlichte Luscious Jackson ihr Debütalbum Natural Ingredients (1994). Das Album enthält mit CitySong (NY State of the World), Deep Shag und Here drei kleinere Hits. Die Videos zu allen drei Singles wurden auf MTV gezeigt.
Zwischen 1994 und 1995 nahm Luscious Jackson an der Lollapalooza-Tour teil und war als Gast in verschiedenen Fernsehsendungen wie Saturday Night Live und MTVs 120 Minutes sowie in Sendungen auf dem Sender Nickelodeon zu sehen. Während die Band die Veröffentlichung ihres zweiten Albums Fever In, Fever Out bewarb, hatte sie mit Naked Eye ihren ersten Top-40-Hit in den Billboard-Charts. Die beiden folgenden Singles Under Your Skin und Why Do I Lie? waren auf dem Soundtrack zum Gus-Van-Sant-Film Good Will Hunting vertreten. Die Bandmitglieder wollten in der Folge anderen Projekten nachgehen. Vivian Trimble verließ die Gruppe.
1999 veröffentlichte Luscious Jackson (jetzt als Trio) ihr drittes Album Electric Honey. Die Single Ladyfingers war ein moderater Erfolg, das dazugehörige Video lief auf Heavy Rotation auf VH1 und in Deutschland auch auf Viva Zwei. Im Jahr 2000 trennte sich die Band. Sechs Jahre später gab sie ihre Wiedervereinigungspläne bekannt. 2007 erschien eine Greatest-Hits-Zusammenstellung von Luscious Jackson auf Capitol Records mit Stücken aus den Jahren 1992 bis 1999.

## Diskografie

### Studioalben
| Jahr | Titel               | Höchstplatzierung, Gesamtwochen, AuszeichnungChartplatzierungen (Jahr, Titel, Platzierungen, Wochen, Auszeichnungen, Anmerkungen) | Höchstplatzierung, Gesamtwochen, AuszeichnungChartplatzierungen (Jahr, Titel, Platzierungen, Wochen, Auszeichnungen, Anmerkungen) | Höchstplatzierung, Gesamtwochen, AuszeichnungChartplatzierungen (Jahr, Titel, Platzierungen, Wochen, Auszeichnungen, Anmerkungen) | Höchstplatzierung, Gesamtwochen, AuszeichnungChartplatzierungen (Jahr, Titel, Platzierungen, Wochen, Auszeichnungen, Anmerkungen) | Höchstplatzierung, Gesamtwochen, AuszeichnungChartplatzierungen (Jahr, Titel, Platzierungen, Wochen, Auszeichnungen, Anmerkungen) | Anmerkungen                            |
| Jahr | Titel               | DE | AT | CH | UK | US | Anmerkungen                            |
| ---- | ------------------- | --- | --- | --- | --- | --- | -------------------------------------- |
| 1994 | Natural Ingredients | — | — | — | — | US114 (4 Wo.)US | Erstveröffentlichung: 23. August 1994  |
| 1996 | Fever In Fever Out  | — | — | — | UK55 (2 Wo.)UK | US72 Gold · (32 Wo.)US | Erstveröffentlichung: 29. Oktober 1996 |
| 1999 | Electric Honey      | — | AT42 (2 Wo.)AT | — | UK99 (1 Wo.)UK | US102 (6 Wo.)US | Erstveröffentlichung: 29. Juni 1999    |

Weitere Alben
- 1992: In Search of Manny
- 1993: Daughters of the Kaos
- 1997: Tip Top Starlets
- 2007: Greatest Hits
- 2013: Baby DJ
- 2013: Magic Hour

### Singles
| Jahr | Titel Album                              | Höchstplatzierung, Gesamtwochen, AuszeichnungChartplatzierungen (Jahr, Titel, Album, Platzierungen, Wochen, Auszeichnungen, Anmerkungen) | Höchstplatzierung, Gesamtwochen, AuszeichnungChartplatzierungen (Jahr, Titel, Album, Platzierungen, Wochen, Auszeichnungen, Anmerkungen) | Höchstplatzierung, Gesamtwochen, AuszeichnungChartplatzierungen (Jahr, Titel, Album, Platzierungen, Wochen, Auszeichnungen, Anmerkungen) | Höchstplatzierung, Gesamtwochen, AuszeichnungChartplatzierungen (Jahr, Titel, Album, Platzierungen, Wochen, Auszeichnungen, Anmerkungen) | Höchstplatzierung, Gesamtwochen, AuszeichnungChartplatzierungen (Jahr, Titel, Album, Platzierungen, Wochen, Auszeichnungen, Anmerkungen) | Anmerkungen                        |
| Jahr | Titel Album                              | DE | AT | CH | UK | US | Anmerkungen                        |
| ---- | ---------------------------------------- | --- | --- | --- | --- | --- | ---------------------------------- |
| 1995 | Deep Shag / Citysong Natural Ingredients | — | — | — | UK69 (2 Wo.)UK | — | Erstveröffentlichung: März 1995    |
| 1995 | Here Natural Ingredients                 | — | — | — | UK59 (2 Wo.)UK | — | Erstveröffentlichung: Oktober 1995 |
| 1996 | Naked Eye Fever In Fever Out             | — | — | — | UK25 (2 Wo.)UK | US36 (26 Wo.)US | Erstveröffentlichung: Oktober 1996 |
| 1999 | Ladyfingers Electric Honey               | — | — | — | UK43 (2 Wo.)UK | — | Erstveröffentlichung: Juni 1999    |

Weitere Singles
- Live Of Leisure
- In Search Of Manny
- Let Yourself Get Down
- Daughters of the Kaos
- Under Your Skin
- Why Do I Lie?
- Nervous Breakthrough

B-Seiten und nicht auf Alben befindliche Titel
- Radiating (von der Single CitySong)
- Daddy (von der Single Deep Shag)
- Queen of Bliss (von der Single Here)
- 69 Année Érotique (vom Sampler Ain’t Nothin’ but a She Thing)
- Banana’s Box (von der Single Naked Eye)
- Foster’s Lover (von der Single Naked Eye)
- Roses Fade (vom Soundtrack zum Film The Saint – Der Mann ohne Namen)
- Love Is Here (vom Soundtrack zum Film A Life Less Ordinary)
- Love That’s Real Suite (vom Soundtrack zum Film Half-Baked)
- I’ve Got a Crush on You (vom Sampler Red Hot + Rhapsody)
- Gridlock (von der Single Ladyfingers)
- To Sir with Love (von der Single Ladyfingers)
- Let It Snow! Let It Snow! Let It Snow! (von der Single Nervous Breakthrough und dem Promo-Sampler Capitol Chestnuts)
- Down to Earth (vom Soundtrack zum Film Titan A.E.)